# Per Anders Hedar
Per Anders Hedar, född 4 september 1923 i Stockholm, död 22 november 2021, var en svensk väg- och vattenbyggnadsingenjör.
Hedar, som var son till arkivrådet Sam Hedar och Elna Magnér, avlade studentexamen 1942, utexaminerades från Kungliga Tekniska högskolan 1948, blev teknologie licentiat vid Chalmers tekniska högskola 1954, teknologie doktor vid samma lärosäte 1960 och docent i vattenbyggnad där 1961. Han var forskningsstipendiat vid Statens tekniska forskningsråd 1956–1958,  tillförordnad professor i vattenbyggnad vid Chalmers tekniska högskola 1958–1960, i geoteknik med grundläggning 1962–1964 och adjungerad professor i hamnbyggnad vid Kungliga Tekniska högskolan 1987–1988. Han var ingenjör på hamnavdelningen vid vägförvaltningen i Göteborgs och Bohus län 1948–1952, förste byråingenjör vid Väg- och vattenbyggnadsstyrelsen 1952–1956, vägingenjör där 1956–1961, konsulterande ingenjör vid och delägare i Sydsvenska Ingenjörsbyrån AB (SIB) från 1961 och ägare av P.A. Hedar AB 1972–1999. Han blev styrelsesuppleant i AB Armerad Betong 1961 och var styrelseledamot 1973–1977. Han var geoteknisk konsult åt Allmänna Ingenjörsbyrån AB (AIB) 1956–1961, teknisk rådgivare åt Sentab beträffande Lamco 1956–1963, geoteknisk granskare vid gatukontoret i Göteborgs stad/kommun 1963–1972. Han skrev Stability of Rock-fill Breakwaters (doktorsavhandling, 1960) och artiklar inom geoteknik och vattenbyggnad i facktidskrifter. Per Anders Hedar är begravd på Näshulta kyrkogård.